# Сірко Юлія Леонідівна
Ю́лія Леоні́дівна Сірко (раніше Клименко, нар. 5 жовтня 1976) — український політик, народний депутат України IX скл. Верховної ради, перший заступник голови Комітету з питань транспорту та інфраструктури, заступник голови фракції Голос, секретар Депутатської групи ВРУ з міжпарламентських зв'язків з республікою Індія та співголова Міжфракційного депутатського об'єднання «Морська економіка та безпека». Була головою партії «Голос» і керівником штабу виборчої кампанії у 2018—2019 роках, партія отримала 20 місць у парламенті і понад 400 депутатських місць у місцевих радах.
Член економічного комітету делегації в Парламентській асамблеї Організації Чорноморського економічного співробітництва та груп з міжпарламентських зв'язків з Канадою, Британією, Індією, Румунією, Німеччиною, Грузією та Ліваном.
До парламенту Юлія була віце-президентом Київської школи економіки, відповідала за напрямок бізнес-освіти, а також членом правління кількох неурядових організацій та державних підприємств, зокрема, Transparency International Україна, Центру економічної стратегії та ДП «Адміністрація морських портів України». До 2013—2014 років була менеджером компанії з розвитку та управління нерухомістю з інвестиціями понад $100 млн. США в управлінні та девелопменті понад 200 тис. м² комерційної нерухомості в Україні[джерело?].

## Біографія
Юлія Клименко народилася в Києві в сім'ї українських військових інженерів. Її батько — провідний інженер з розробки акустичних систем для підводних човнів, мати — інженер-механік, сестра Світлана — фахівець із дошкільної освіти, яка присвятила своє життя викладацькій діяльності, роботі з учнями молодшої школи та культурним і музейним проєктам. Родина бере активну участь в громадській діяльності ще з часів Народного Руху, а також популяризує українську культуру та спадщину.
Закінчила з відзнакою середню школу в Києві. 1997 року закінчила факультет економіки та політології Києво-Могилянської академії. 1999 року здобула ступінь MBA в Міжнародному інституті менеджменту. У 2006 році закінчила програму IREM з розвитку та управління нерухомістю.
Почала кар'єру у 17 років і мала понад 20 років досвіду успішної роботи в бізнесі до того, як перейшла на роботу в уряд.
4 вересня 2020 року РФ ввела персональні санкції проти Юлії.

## Політика
Сірко просуває євроатлантичну інтеграцію України, зменшення бар'єрів для малого і середнього бізнесу, антикорупційних ініціатив, боротьбі за свободу слова та розвиток незалежних медіа. Вона фокусується на питаннях економічної безпеки, розвитку транспорту та інфраструктури, а також морської економіки та безпеки.
2015—2016 — заступниця Міністра економічного розвитку та торгівлі України, керівником апарату
Під час своєї роботи в Уряді Юлія Сірко створила офіс дерегуляції, який переглянув понад 10 тис. важливих для бізнесу регуляторних актів та усунув понад 100 законодавчих та регуляторних бар'єрів для бізнесу. Він привів у політичне життя України одного прем'єр-міністра, 5 міністрів та 10 заступників міністрів протягом 2019—2024 років. Офіс став ефективним інструментом залучення, відбору та розвитку талантів для українського державного сектору. Автор та співавтор понад 220 законопроєктів у сфері економіки та національної безпеки, понад 50 з яких успішно проголосовані в Раді або комітетах.
2019 року очолювала політичну партію «Голос» та була керівником штабу на дострокових парламентських виборах 2019 року і другим номером у партійному списку. У липні 2019 року обрана народним депутатом України від партії «Голос».
У жовтні 2023 року стала співініціатором збору підписів у ВРУ за розгляд питання заборони діяльності УПЦ московського патріархату.

## Сім'я
Одружена, виховує 4-х дітей.